# Natale Krekich
Natale Krekich (Scardona, 7 gennaio 1857 – Zara, 6 settembre 1938) è stato un politico e patriota italiano.

## Giovinezza e studi
Nato a Scardona da Simeone - che in questa cittadina dalmata ricopriva il ruolo di pretore - e da Elena Burich, compì i suoi studi ginnasiali a Zara ed in seguito si laureò in giurisprudenza a Graz, iniziando la pratica forense in uno studio legale di Zara.

## Primi incarichi pubblici
Distintosi per le proprie capacità, nel 1879 - appena ventitreenne - venne eletto al Consiglio comunale di Zara, divenendo in poco tempo uno dei capi del Partito autonomista della Dalmazia, assieme a Luigi Ziliotto e a Roberto Ghiglianovich. I tre diedero una decisa sterzata irredentista alla politica del partito, nel contempo lottando strenuamente a difesa delle residue istituzioni locali italiane - circoli culturali e sportivi, associazioni quali la Lega Nazionale con le sue scuole elementari private, le ultime scuole pubbliche di Zara - di fronte alla maggioranza croata che premeva per la loro eliminazione.
A questo primo incarico, Krekich accomunò l'impegno a favore dei poveri, assumendo lo stesso anno il ruolo di segretario della Congregazione della Carità, che tenne per ben 43 anni.

## La maturità
Mantenendo sempre la carica di consigliere comunale, Krekich svolse continua opera di convincimento fra le diverse anime del partito, pilotando assieme a Ghiglianovich nel 1899 l'elezione a podestà di Zara di Ziliotto, in sostituzione del moderato Niccolò Trigari. Nel 1901, Krekich venne eletto alla Dieta della Dalmazia, rimanendo in carica fino alla fine della Grande Guerra.
In tutti questi anni profuse le sue migliori energie soprattutto come direttore della Lega Nazionale, perennemente in pericolo di chiusura, riuscendo a raccogliere fondi per il suo funzionamento in tutta Italia: un'opera che gli permise di creare un ampio ventaglio di conoscenze nella penisola, da lui continuamente sollecitate perché maturassero il convincimento della necessità di annettere la Dalmazia all'Italia.

## La Grande Guerra
Allo scoppio delle ostilità, a causa delle sue idee potenzialmente sovversive Krekich venne internato nella cittadina di Pulkau, ai confini della Moravia, ove fronteggiò l'istituzione contro di lui e contro altri zaratini di un processo per alto tradimento, abortito in seguito all'amnistia concessa dall'ultimo imperatore Carlo I d'Austria.
Tornato a Zara poco prima della fine delle ostilità, il 28 ottobre 1918 assieme a Giuseppe Erzeg, Giovanni Ghiglianovich, Giuseppe Pacomio, Carlo de Hoebert e Luigi Ziliotto fondò il Consiglio Nazionale, con l'obiettivo di favorire l'annessione della città al Regno d'Italia, accogliendo alle ore 14.45 del 4 novembre la torpediniera 'AS 55', prima nave italiana a sbarcare a Zara.

## Il dopoguerra, la nomina a senatore e la morte
Krekich - assieme ad altri dalmati italiani - iniziò immediatamente una serie di conferenze in giro per l'Italia, per spingere il governo a mantenersi rigidamente legato alle promesse del patto di Londra, semmai ampliandole.
La delusione per il fallimento delle pretese irredentistiche fu cocente, sia pure mitigato dall'annessione di Zara all'Italia (Trattato di Rapallo - 12 novembre 1920).
Eletto deputato nel 1921 fra le file dei liberali (nel settembre del 1924 aderì al Partito fascista), fu poi delegato del Regno d'Italia nella Commissione per la delimitazione dei territori tra l'Italia e la Jugoslavia (2 febbraio 1921), presidente della Commissione straordinaria per la provincia di Zara (1924-1929) e presidente della Commissione reale per il Collegio degli avvocati di Zara (1931).
Venne infine nominato senatore del Regno il 9 dicembre 1933 e prestò giuramento undici giorni dopo.
Morì a Zara nel 1938.